# Ken’ichi Shimokawa
Ken’ichi Shimokawa (jap. 下川 健一, Shimokawa Ken’ichi; * 14. Mai 1970 in Gifu, Präfektur Gifu) ist ein ehemaliger japanischer Fußballspieler.

## Nationalmannschaft
1995 debütierte Shimokawa für die japanische Fußballnationalmannschaft. Shimokawa bestritt neun Länderspiele. Mit der japanischen Nationalmannschaft qualifizierte er sich für die Asienmeisterschaft 1996.

## Errungene Titel
- J. League: 2003, 2004
- J. League Cup: 2001